# هاينوجوسا ديل فالي
بلدية هاينوجوسا ديل فالي (بالإسبانية: Hinojosa del Valle)‏, هي إحدى بلديات مقاطعة بطليوس, التي تقع في منطقة إكستريمادورا, والتي تقع في غرب إسبانيا.
يبلغ عدد سكانها 593 نسمة وفقاً لإحصائية سنة (2002).